# Pilpa
Pilpa falu Észtország déli részén, Valga megyében, az észt–lett határ közelében. Közigazgatásilag Tõrva községhez tartozik. 1991–2017 között Helme községhez tartozott. A falu területén található a Tündre-tó. Lakossága 2011-ben 52 fő volt.

## Népesség
A település népessége az utóbbi években az alábbi módon alakult:
| Lakosok száma | 52   | 55   | 63   | 58   |
|               | 2011 | 2019 | 2020 | 2021 |